# În sfârșit, portretul
În sfârșit, portretul este un film românesc din 1989 regizat de Olimpiu Bandalac.